# 藍田 (嘉靖進士)
藍田（1477年—1555年），字玉甫，號北泉，山東省莱州府膠州即墨縣（今青岛市即墨区）人。明朝詩人、政治人物。官至監察御史。

## 生平
藍田為陕西巡抚、南京刑部右侍郎蓝章长子。七歲能詩。弘治五年（1492年）中式壬子科山東鄉試第七十四名。山東提學沈鍾奇嘆其文采，道“不期即墨之鄉，而產藍田之玉”。四十七歲時中嘉靖二年（1523年）癸未科會試第八名，二甲六十一名進士。次年，選授河南道監察御史，巡按陕西，以议大礼被廷杖，罷官歸里。

## 著作
妻女嫁益都劉澄甫之子，故常往來青州，與石存禮、劉淵甫、劉澄甫、馮裕、黃卿、陳經、楊應奎組海岱詩社，合稱“海岱八子”。有《北泉集》五十餘卷、《藍侍御集》十卷。

## 家族
其家族本昌邑人，祖藍珍遷即墨，隨元世祖有功，授武義將軍，總領監軍。後家族有千戶、百戶、漕運把總、防禦、陰陽、勸課、教諭等官。
曾祖藍福盛，赠通議大夫南京刑部右侍郎。祖父藍銅，贈通議大夫南京刑部右侍郎。父藍章，南京刑部右侍郎兼都察院左佥都御史、進階資善大夫。母徐氏，封淑人。具庆下。弟藍囦、藍因（官生）。
曾孙蓝再茂，南皮知县。